# أناكا (غونما)
مدينة أناكا (باليابانية: 安中市) (بالإنجليزية: Annaka) هي أحد المدن اليابانية التابعة لمحافظة غونما. تبلغ مساحتها 276.34 كم2، وبلغ عدد سكانها 47٫911 نسمة في 24٫749 أسرة اعتبارا من 31 يوليو 2020، وكثافة سكانية بلغت 210 نسمة/كم2.
تأسست البلدة رسميًا في يوم 18 مارس 2006. وقُدر عدد سكانها 62٫270 نسمة حسب تقدير مكتب الإحصاء الياباني لعام 2012، مع كثافة سكانية بلغت 225 نسمة/كم2.